# Сидни, Генри
Сэр Генри Сидни (англ. Sir Henry Sidney; 20 июля 1529 — 5 мая 1586) — английский государственный и военный деятель, придворный и дипломат, лорд-депутат Ирландии (1565—1571, 1575—1578), лорд-президент Уэльса (1560—1586).

## Происхождение
Родился 20 июля 1529 года. Старший сын сэра Уильяма Сидни из Пенсхерста (ок. 1482—1554) и Энн Пакенхэм (1511—1544). Его отец был видным политиком и придворным времен правления Генриха VIII и Эдуарда VI, от которого он получил обширные земельные гранты, в том числе поместье Пенхерст в Кенте, которое стало основным местом жительства семьи.
В детстве воспитывался вместе с известным мореплавателем Ричардом Ченслором в поместье отца, а затем при королевском дворе как компаньон принца Эдуарда, впоследствии короля Англии Эдуарда VI Тюдора, и он продолжал пользоваться благосклонностью короны, служа в правление его сестер, Марии I и Елизаветы I.

## Карьера

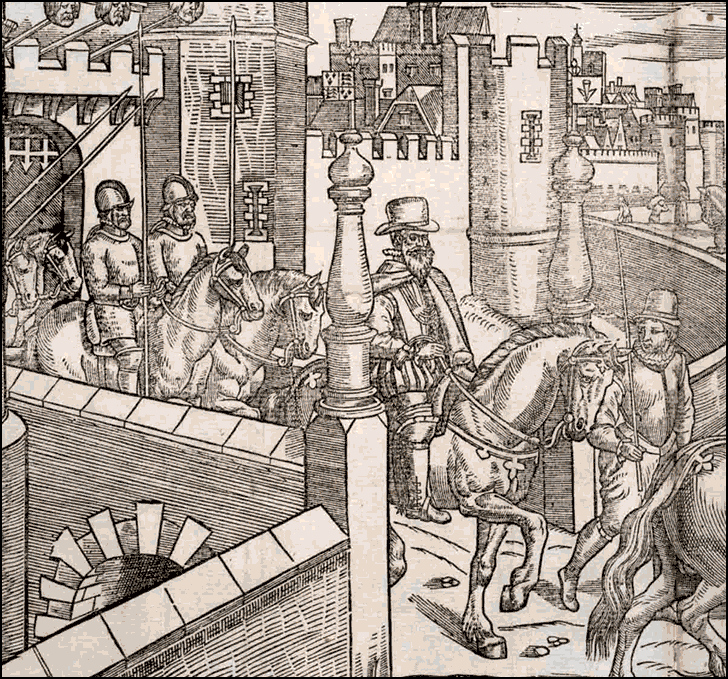
Сэр Генри Сидни выезжает из Дублинского замка. Фрагмент пластины из книги Джона Деррика «Образ Ирландии» (Лондон, 1581 г.).

В 1556 году сэр Генри Сидни служил в Ирландии вместе с лордом-депутатом Томасом Рэдклиффом, 3-м графом Сассексом, который был женат на его сестре Фрэнсис. Оба служили королеве Марии до её смерти в 1558 году. Сидни сыграл большую роль в расширении английской администрации в стране, которая с течением веков сжалась до территории вокруг Дублина, известной как Пейл. Он также участвовал в гражданских и военных мерах, предпринятых его зятем для подчинения ирландских вождей английской короне, известных как капитуляция и возвращение. В ходе экспедиции лорда-депутата в Ольстер в 1557 году Генри Сидни опустошил остров Ратлин. В следующем году, во время отсутствия графа Сассекса в Англии, он нес единоличную ответственность за управление Ирландией и проявил свои способности. Второе отсутствие лорда-наместника в Ирландии, с вступлением на трон королевы Елизаветы, передало главный контроль в руки Генри Сидни, когда начались проблемы с Шейном О’Нилом, и он проявил большое искусство в выжидании с этим ирландским вождем, пока граф Сассекс неохотно вернулся к своим обязанностям в августе 1559 года. Примерно в то же время Сидни оставил свой пост вице-казначея Ирландии после назначения президентом совета марок в Уэльсе, и в течение следующих нескольких лет он проживал в основном в замке Ладлоу, откуда совершал частые визиты в Лондон.
Королева Елизавета отправила сэра Генри Сидни в Шотландию в июле 1562 года. Ему было поручено перенести встречу Елизаветы и Марии Стюарт, королевы Шотландии, на следующий год . Шотландская королева была недовольна этой новостью и плакала.
Пока он был с Марией, королевой Шотландии, в саду Холирудского дворца, произошел неприятный инцидент. Капитан Хепберн подошел к королеве и вручил ей газету, пока она разговаривала с Сидни. Она передала её своему брату Джеймсу Стюарту, тогда графу Мару, который открыл её и обнаружил четыре строфы непристойных стихов и порнографический рисунок. Тем временем Хепберн бежал в Англию. Мария была особенно оскорблена тем, что вмешательство Хепберн произошло во время ее встречи с Сидни.
В 1565 году сэр Генри Сидни был назначен лордом-депутатом Ирландии вместо сэра Николаса Арнольда, сменившего в предыдущем году графа Сассекса. Он сказал, что обнаружил, что Пейл находится в более бедном и неспокойном состоянии, чем когда он покинул её, и заявил, что главным тревожащим фактором является Шейн О’Нил, вождь клана О’Нил. С трудом он убедил Елизавету санкционировать решительные меры против О’Нила; и хотя последний избежал решительного сражения, Генри Сидни поддержал соперника О’Нила Калваха О’Доннела и поставил английский гарнизон в Дерри, чтобы помешать О’Нилу расширить свое влияние.
В 1567 году, после поражения от клана О’Доннелл в битве при Фарсетморе, Шейн О’Нил сдался вождю клана Макдоннелл из Антрима, который немедленно приказал зарезать и обезглавить О’Нила во время пира в Кушендалле в рамках секретного соглашение с Генри Сидни. После этого Сидни обратил свое внимание на юг, где он спровоцировал ссору между Джеральдом Фицджеральдом, 14-м графом Десмондом, и Томасом Батлером, 10-м графом Ормондом, а также казнил или заключил в тюрьму других, кого он считал нарушителями спокойствия; затем, вернувшись в Ольстер, он заставил Турлоха Луйнеха О’Нила, преемника Шейна на посту главы клана подчиниться. Генри Сидни разместил английские гарнизоны в Белфасте и Каррикфергусе, чтобы доминировать как клан О’Доннелл из Тир Эогайн, так и клан Макдоннеллов из Антрима.
Время пребывания Генри Сидни на посту лорда-депутата вызывает споры из-за того, что правительство расширило свою кампанию не только против гэльских военных противников на поле боя, но и против убийств всего крестьянства в целом.
Осенью 1567 года Генри Сидни вернулся в Англию и отсутствовал в Ирландии следующие десять месяцев. По возвращении он призвал лорда Бёрли принять меры по использованию того, что он считал потенциалом Ирландии, открыть страну путем строительства дорог и мостов, заменить ирландскую клановую систему в Ольстере системой безусловного землевладения. и подавить гэльские обычаи, распространенные во всех частях острова. В 1569 году он руководил открытием парламента в Дублине, первого за десять лет. Он предложил создать Суд Замковой палаты — ирландскую версию Звездной палаты — которая получила поддержку королевы и была создана после его отзыва.
Сидней предложил назначить военного губернатора («лорд-президента») в провинциях Мюнстер и Коннахт. Это спровоцировало первое из восстаний Десмонда, возглавляемое Джеймсом Фицморисом Фицджеральдом из семьи Фицджеральдов, которое было жестоко подавлено к 1573 году. Сидни обратился против Хиберно-нормандских дворецких в Ормонде и Килкенни, которые восстали против оппортунистических притязаний на их земли принадлежал сэру Питеру Кэрью, авантюристу из Девона, который добился своего права с благословения правительства Дублина. В 1570 году многие последователи сэра Эдмунда Батлера были повешены, а три брата Томаса Батлера, 3-го графа Ормонда, были арестованы актом ирландского парламента.
Генри Сидни Сидни покинул Ирландию в 1571 году, огорченный легкой признательностью, проявленной королевой Елизаветой. В сентябре 1575 года он вернулся с большей королевской властью и обнаружил, что дела обстоят еще хуже, чем раньше. В Антриме Маккуилланы из Рута и Сорли Бой Макдонелл были главными разжигателями клановой войны, и после умиротворения этой северной территории Генри Сидни направился на юг, где ему столь же удалось добиться уважения к своей власти. Он оставил свой след в административных районах острова, создав графские подразделения по английской модели.
В более ранний период он объединил округа Ард и Кландебой, чтобы сформировать графство Каррикфергус, и превратил район клана О’Фаррелл в графство Лонгфорд. Затем он провел аналогичную политику в Коннахте, где земли клана О’Брайен в Томонде стали графством Клэр, а также были разграничены графства Голуэй, Мейо, Слайго и Роскоммон.
Генри Сидни также подавил восстание, возглавляемое графом Кланрикардом и его сыновьями в 1576 году, и два года спустя преследовал Рори О’Мора до его смерти. Сидни также был замешан в печально известном злодеянии против семи кланов Лейкса, таком как резня в Муллахмасте в 1578 году.
Ежегодный сбор (cess), введенный Генри Сидни, который был предназначен для финансирования ополчения центрального правительства, вызвал недовольство среди дворян Пейла, которые отправили в Лондон депутацию известных адвокатов, чтобы лично передать свои жалобы королеве Елизавете. Их поддержали несколько ведущих деятелей ирландского правительства, в частности лорд-канцлер Ирландии сэр Уильям Джерард. Бегство Джерарда стало горьким ударом для Сидни, который в течение предыдущих пяти лет считал Джерарда своим незаменимым союзником («моим главным советником»), и возникшая в результате ссора между двумя мужчинами ослабила позиции Сидни. Доводы о том, что политика cess была ошибочной, в конечном итоге оказались успешными: к большому огорчению Генри Сидни королева Елизавета Тюдор осудила его поведение. Его отозвали в Англию в сентябре 1578 года, где королева приняла его холодно.

## Последние годы
Будучи членом Тайного совета Англии, Генри Сидни использовал свое влияние в кровавом подавлении Второго восстания Десмонда, которое привело к большим человеческим жертвам в Манстере в 1579—1583 годах и, в конечном итоге, к колонизации провинция семьями английских поселенцев и плантаторов. Оставшуюся часть своей жизни он жил в основном в замке Ладлоу, выполняя свои обязанности президента уэльских марок.

## Брак и семья

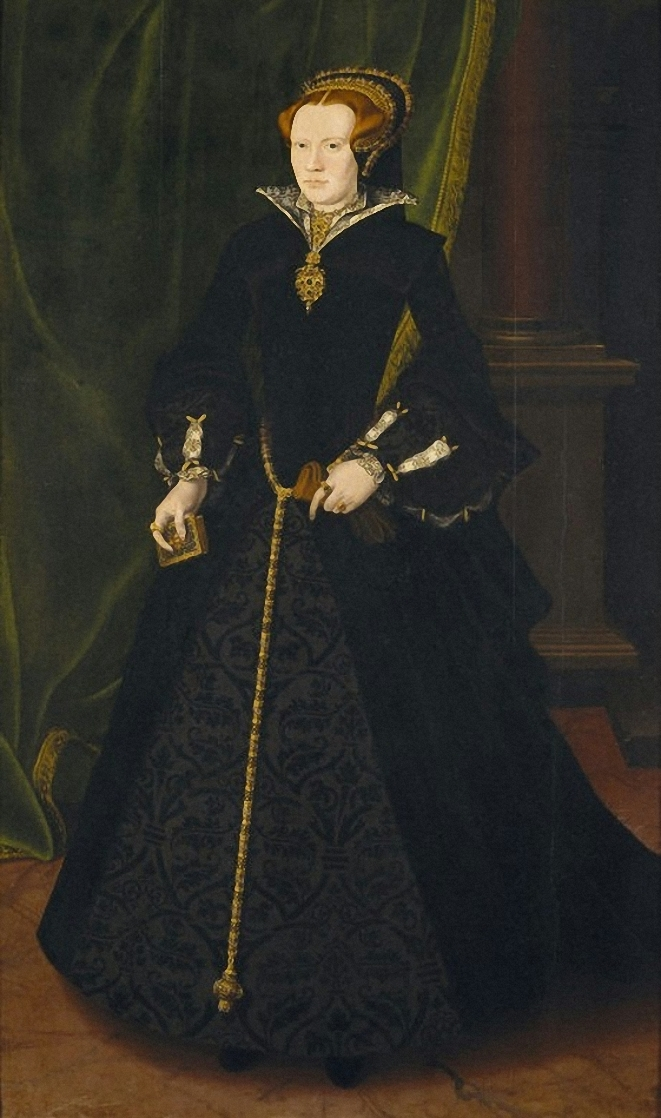
Мэри Дадли, супруга Генри Сидни

В 1551 году Генри Сидни женился на Мэри Дадли (1530/1535 — 9 августа 1586), дочери Джона Дадли, 1-го герцога Нортумберленда (1504—1553), и Джейн Дадли (1508/1509 — 1555). У супругов было трое сыновей и четыре дочери:
- Филип (30 ноября 1554 — 17 октября 1586), поэт и общественный деятель; был женат на Фрэнсис Уолсингем, единственной дочери сэра Фрэнсиса Уолсингема. Брак был бездетным.
- Мэри Маргарет (ок. 1556—1558)
- Элизабет (1560 — ?), умерла в детстве.
- Мэри (27 октября 1561 — 27 октября 1621), поэтесса; была замужем за Генри Гербертом, графом Пембруком. В браке родилось двое сыновей (Уильям и Филипп) и две дочери (Анна и Кэтрин).
- Роберт (19 октября 1563 — 13 июля 1626), граф Лестер[1]; был дважды женат, стал отцом одиннадцати детей, все они родились в первом браке.
- Амброзия (ок. 1566—1575), умерла в возрасте девяти лет.
- Томас, рыцарь.

Ричард Ченселер вырос в семье Генри Сидни.